# Stefan Anderson

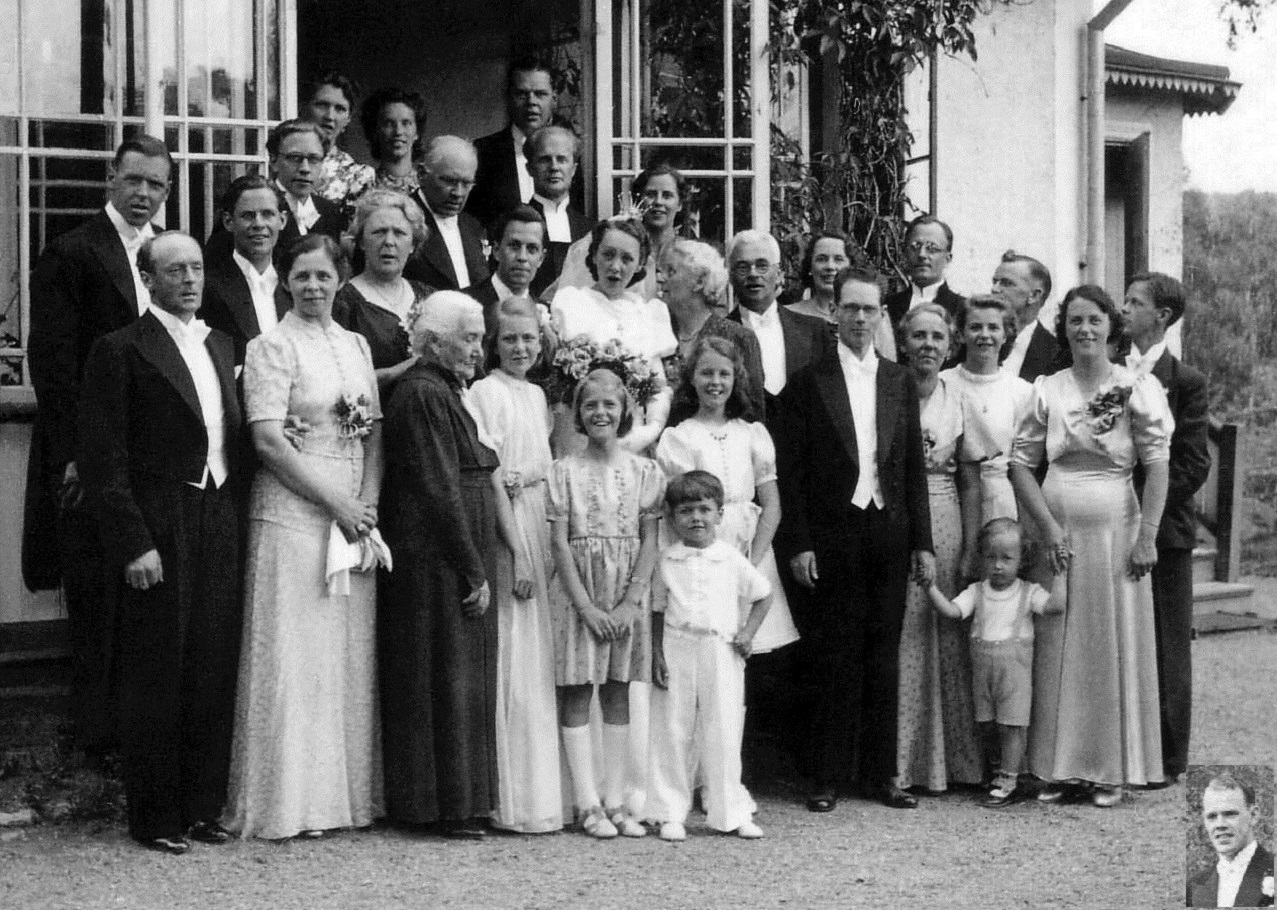
Dottern Birgits bröllopsfölje på Högberga 1940; på bilden med Anderson och henne bland andra vigselförrättaren Nils Bolander, bröderna Matts, Hans och Lars Ridderstedt samt Stig Stefanson och Ingegärd Stefanson och Håkan och Gun Öfverholm.

Knut Stefan Anderson, född 26 december 1878 i Enköping, död 8 maj 1966 i Ludvika, var en svensk urmakare och industriell organisatör samt journalist. Han var från år 1907 platsredaktör för Bergslagsposten, skrev ofta under pseudonymen ”Stander”, publicerade egna artiklar och en mångårig serie urmakartidningar.
Stefan Anderson var son till köpmannen August Anderson och Hildegard von Reis. Han var verksam i det tidiga 1900-talets organisationsrörelse som för hans del omfattande urmakare och övriga hantverkare. Han var verksam i hela Norden och i Tyskland genom de organisationer han var med att skapa, där han sedan satt som ordförande under långa perioder och därefter utsågs till hedersordförande. Bland dem fanns Sveriges Urmakareförbund och Sveriges Hantverks- och Småindustriorganisation.
Anderson uppfann begreppet Stjärnurmakarna och lät registrera det snart vitt utbredda kvalitetsbegreppet. En högskola för hantverkare invigdes i hans namn som Stefanskolan i Borensberg.
Med sin hustru Ragnhild reste han runt i New York, Pennsylvania, Ohio, Indiana, Illinois, Iowa och Kansas under ett besök år 1955 i USA hos dottern Birgit Ridderstedt. Anderson kunde då även avlägga ett studiebesök vid den omfattande armbandsurtillverkningen i Elgin, Illinois. Ragnhild Anderson delade makens intressen och var aktiv som ordförande för kvinnoorganisationer inom hantverket.
Stefan Anderson var kommendör av Vasaorden samt hade danska, norska och finländska ordensutmärkelser.
Stefan Anderson gifte sig 1907 med Ragnhild Sandberg (1887–1984), dotter till järnvägsarbetaren och bryggaren Karl Johan Sandberg och Emma Fredrika Gävert. Tillsammans fick de fem barn. Deras två söner var politikern Stig Stefanson (1909–2000) som ärvde och vidareutvecklade sin fars engagemang i organisationerna, och guldsmedsmästaren Bo Stefan (1912–2011), far till musikern Curt-Åke Stefan. Makarna Andersons tre döttrar var Gun Öfverholm (1911–2002), mor till civilingenjören Ivan Öfverholm, sångerskan Birgit Ridderstedt (1914–1985) och banktjänstemannen Ingegärd Klum (född 1927), gift med Arne Klum och mor till fotografen Mattias Klum.
Sin bostad hade familjen 1916-1983 på Ludvikas renoverade gamla länsmansgård Högberga i byn Marnäs; de tillverkade och sålde även genom Stefans butiker och verkstäder i Ludvika och Smedjebacken bland annat ur, glasögon och juveler och tog in nymodigheter inom grammofon och foto. 1934 var Anderson först med att bygga sommarställe utanför centrala Ludvika på en strandtomt vid Övre Hillen.
Anderson är begravd i familjegraven på Ludvika gamla kyrkogård.